# Al Snow
Allen Ray Sarven (nascido em 18 de julho de 1963) é um wrestler porfissional e ator, mais conhecido pelo seu ring name de Al Snow. Trabalhou na Extreme Championship Wrestling e na WWE.
Atualmente, ele é formador e treinador de muitos lutadores de wrestling e é considerado um dos melhores nessa categoria.

## Carreira
- 1982 - 1993: Circuitos independentes
- 1994: National Wrestling Alliance
- 1995: Extreme Championship Wrestling
- 1995 - 1997: World Wrestling Federation
- 1998 - 2001: Circuitos independentes
- 2002 - 2007: WWE
- 2008 - presente: Impact Wrestling

## Ataques
- Snow Plow (Scoop Braibuster)
- Moonsault
- Snow-Plex (Whelbarrow Suplex)
- Snow Bomb (Sitout Side Slam SpineBuster)
- Springboard moonsault
- Diving leg drop
- Trapping headbutts
- DDT
- Dragon sleeper (Inverted Guillotine choke)
- Superkick

## Títulos na WWF
- WWF European Championship - (1 vez)
- WWE Hardcore Championship - (6 vezes)
- WWF Tag Team Championship - (1 vez, com Mankind)

## Títulos na ZDC
- ZDC Heavyweight Champion (1 vez)